# Pinhead Gunpowder
I Pinhead Gunpowder sono una band punk rock statunitense fondata da Aaron Cometbus nel 1990.
La band nasce nella East Bay della California, zona famosa per il movimento punk degli anni '90.
I membri sono Aaron Cometbus (batteria), Bill Schneider (basso), Billie Joe Armstrong (chitarra, voce) e Jason White (chitarra, voce). 
Jason White subentrò a Mike Kirsch nel 1994 dopo che il chitarrista lasciò la band in seguito all'uscita di Dookie, nuovo album dei Green Day (di cui Billie Joe Armstrong e Jason White fanno parte) con il quale il gruppo pop punk firma per una major.
Quando Aaron fondò la band era consapevole che si sarebbe trattato di un impegno part-time, dato che negli anni '90 molti punk rockers della baia erano impegnati con più band contemporaneamente. In seguito all'uscita di Dookie, inoltre, Billie Joe Armstrong con i Green Day abbandona il punk rock locale tuffandosi in un'esperienza che l'avrebbe portato al successo mondiale. 
Bill Schneider diventa guitar-tech dei Green Day e Jason White dopo l'uscita di Warning, ne diventa turnista, per poi ottenere un posto fisso come chitarrista nel 2012 con l'uscita del trittico di album ¡Uno!, ¡Dos!, ¡Tré!.
I molteplici impegni dei membri del gruppo portano i Pinhead Gunpowder a esibirsi per la prima volta live solo nel 2001.
In tutto i Pinhead Gunpowder hanno pubblicato due album in studio, sette EP e tre raccolte.
La maggior parte delle canzoni è stata scritta da Aaron Cometbus, mentre altri testi sono stati composti da Billie Joe Armstrong (quali 27, Anniversary Song e 'New Blood) o con la partecipazione di altri artisti.
Il 15 ottobre 2024 uscirà il terzo album in studio Unt per 1-2-3-4 Go! Records.

## Discografia

### Album in studio
- 1995 – Carry The Banner
- 1997 – Goodbye Ellston Avenue

### Raccolte
- 1994 – Jump Salty
- 2003 – Compulsive Disclosure
- 2009 – Kick Over The Traces

### EP
- 1991 – Tründle and Spring
- 1992 – Fahizah
- 1999 – Shoot The Moon
- 2000 – Dillinger Four/Pinhead Gunpowder
- 2000 – Pinhead Gunpowder
- 2000 – 8 Chords, 328 Words
- 2008 – West Side Highway

## Formazione

### Formazione attuale
- Billie Joe Armstrong – voce, chitarra (1990–presente)
- Aaron Cometbus – batteria (1990-presente)
- Bill Schneider – basso, voce (1990-presente)
- Jason White – chitarra, voce (1994-presente)

### Ex componenti
- Mike Kirsch – chitarra, voce (1990-1994)